# Graptopetalum bellum
Graptopetalum bellum ist eine Pflanzenart aus der Gattung Graptopetalum in der Familie der Dickblattgewächse (Crassulaceae).

## Beschreibung

### Vegetative Merkmale
Graptopetalum bellum bildet flache, dichtblättige Rosetten mit einem Durchmesser von 3 bis 8 Zentimetern, die einzeln oder gruppenbildend wachsen. Die etwa 25 bis 50 , dunkel bis gräulich grünen Laubblätter einer Rosette sind verkehrt eiförmig bis keilförmig, breit stumpf bis gerundet. Sie sind 2 bis 3,5 Zentimeter lang, 1,5 bis 2,8 Zentimeter breit und werden zwischen 4 und 5 Millimeter dick. Die Blätter sind etwas papillös und haben ein aufgesetztes, 2 Millimeter langes Spitzchen.
Die Hauptwurzel ist verdickt und erreicht Durchmesser bis zu 4 Millimeter.

### Blütenstände und Blüten
Der Blütenstand ist ein aufrechter Thyrsus mit 1 bis 4 aufsteigenden, wickeligen Zweigen mit je bis zu 3 Blüten. Der grüne Blütenschaft ist 1,5 bis 3,5 Zentimeter, der Blütenstiel zwischen 10 und 25 Millimeter lang.
Die 5-zähligen (selten 4-zähligen) Blüten sind nahezu duftlos. Die nahezu gleichen, elliptisch bis länglich, spitzen hellgrünen Kelchblätter sind am Ende der Blütezeit etwas zurückgebogen. Sie sind 6 bis 11 Millimeter lang und 2 bis 4 Millimeter breit. Die Blütenkrone hat einen Durchmesser von 30 (selten 23) bis 39 Millimetern mit einer tassenförmigen, 3 bis 4 Millimeter langen und 4 bis 6 Millimeter breiten Röhre. Die zugespitzten. tief rosafarbenen Kronblätter sind elliptisch-eiförmig, ganzrandig oder der Rand ist in der Mitte fein gezähnt. Sie erreichen eine Länge von 11 bis 18 Millimetern und eine Breite von 6 bis 10 Millimetern. An der Basis sitzen zwei abgerundete Auswüchse, die die Kronröhre verschließen und die die epipetalen Staubfäden einschließen.

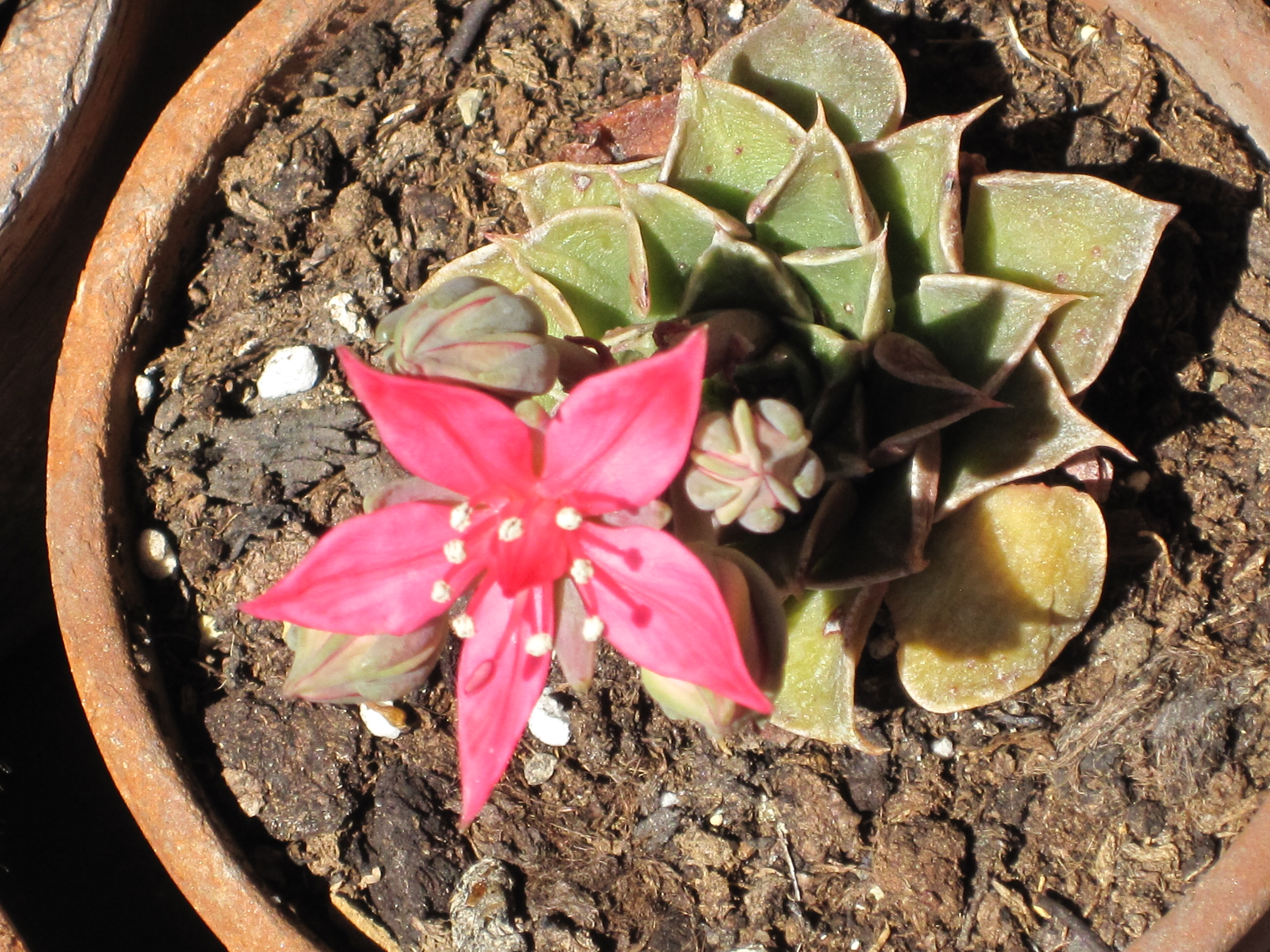
Graptopetalum bellum

Die rosafarbenen, 7 bis 11 Millimeter langen Staubfäden sind am Grund auf einer Länge von 3 bis 4 Millimetern mit der Kronröhre verwachsen. Die weißlichen, etwa 0,35 bis 1 Millimeter langen Nektarschüppchen sind aufrecht und oben gestutzt. Das intensiv rote, 10 bis 15 Millimeter lange und 2,25 Millimeter breite Fruchtblatt ist am Grund nahezu frei, dorsal gekielt und mit Ausnahme der Basis 2-furchig. Der sich allmählich verschmälernde Griffel ist zwischen 2,5 und 4,5 Millimeter lang.

## Systematik, Chromosomenzahl und Verbreitung
Graptopetalum bellum wächst im mexikanischen Bundesstaat Chihuahua auf Felsen in Höhenlagen von 1600 Metern und ist nur vom Typusfundort bekannt.
Die Art wurde 1972 von Alfred Bernhard Lau entdeckt. Die Erstbeschreibung als Tacitus bellus, heute ein Synonym, erfolgte 1974 durch Reid Venable Moran und Jorge Meyrán. Durch David Richard Hunt wurde die Art 1979 in die Gattung Graptopetalum gestellt.
Die Chromosomenzahl ist ungefähr {\displaystyle 2n=204}.

## Nachweise